# Сууре-Камбья
Су́уре-Ка́мбья (эст. Suure-Kambja), ранее также Су́ур-Ка́мбья (эст. Suur-Kambja) — деревня в волости Камбья уезда Тартумаа, Эстония.

## География и описание
Расположена в 13 км к югу от уездного центра — города Тарту. Высота над уровнем моря — 69 метров.
На территории деревни расположено озеро Сууре-Камбья, через которое протекает река Пеэда. Ранее заросшее озеро было расширено в 1995 году. На берегу озера расположен лесопарк Сууре-Камбья (парк бывшей мызы) — природоохранный объект, внесённый также в Государственный регистр памятников культуры Эстонии, как памятник архитектуры.
Климат умеренный. Официальный язык — эстонский. Почтовый индекс — 62027.

## Население
По данным переписи населения 2021 года, в Сууре-Камбья насчитывался 91 житель, из них 90 (98,9 %) — эстонцы.
По данным переписи населения 2011 года, в деревне проживали 82 человека, все — эстонцы.
Численность населения деревни Сууре-Камбья по данным переписей населения:
| Год  | 1959 | 1970  | 1979 | 1989 | 2000 | 2011 | 2021 |
| ---- | ---- | ----- | ---- | ---- | ---- | ---- | ---- |
| Чел. | 199  | ↘ 105 | ↘ 87 | ↘ 73 | ↗ 79 | ↗ 82 | ↗ 91 |

## История
В письменных источниках 1582 года упоминается Kambi, 1782 года — Suur Kambja mois (мыза).

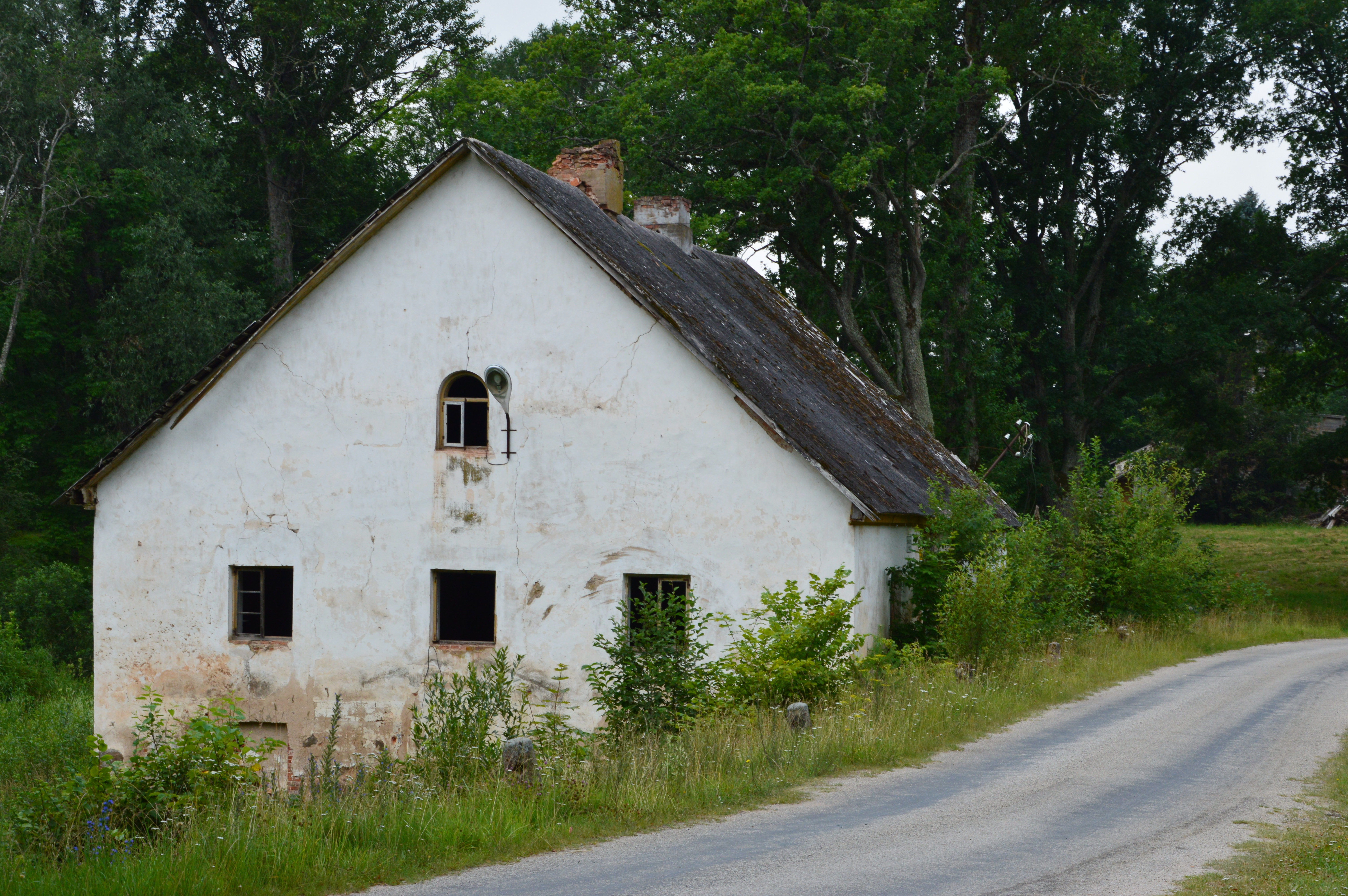
Водяная мельница мызы Грос-Камби (Сууре-Камбья)

Мыза Грос-Камби (нем. Groß-Kamby, Сууре-Камбья, эст. Suure-Kambja mõis), появившаяся на месте деревни, впервые упомянута в 1504 году. В конце XVII века от неё была отделена мыза Ней-Камби (нем. Neu-Kamby, Klein-Kamby — «Новая Камби», Вастсе-Камбья, эст. Vastse-Kambja mõis). В 1920-х годах, в результате земельной реформы, на месте мызы Грос-Камби (Сууре-Камбья) было создано поселение Сууре-Камбья, в 1977 году получившее официальный статус деревни.
В главном здании мызы после 1920 года работала школа, закрывшаяся в 1960-х годах. В 1998 году в здании вспыхнул разрушительный пожар, превративший его в руины. Сохранилось несколько частично перестроенных хозяйственных построек мызы.

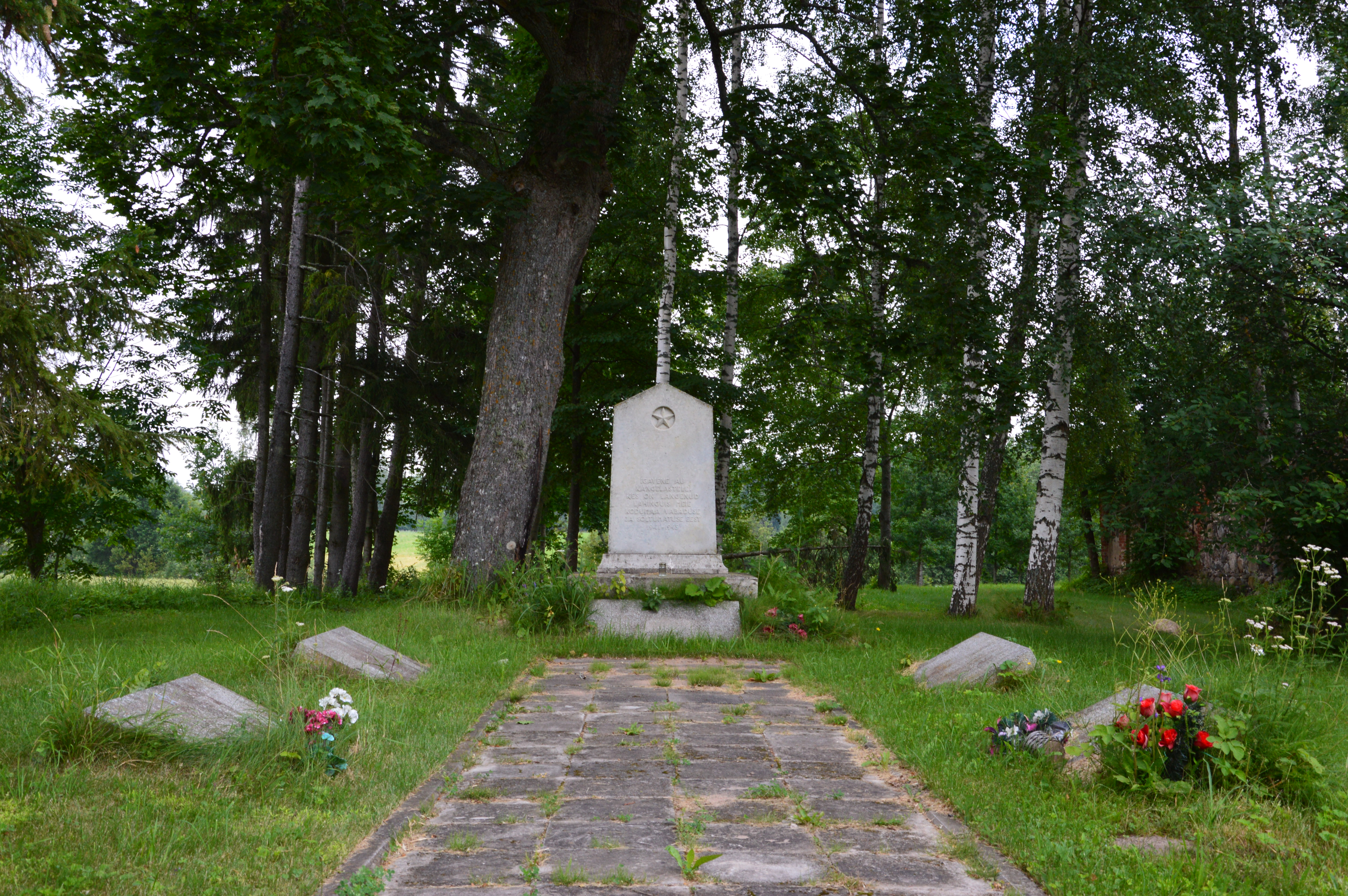
Советский памятник на братской могиле павших во II мировой войне в Сууре-Камбья. Демонтирован в 2023 году

В советское время1948 году деревня входила в состав Камбьяского сельсовета, здесь располагалась центральная усадьба совхоза «Камбья». В 1978 году общий земельный фонд совхоза составлял 13,7 тыс. га, из них обрабатываемых земель 7,5 тыс. га; численность работников составляла 654 человека.
В 1948 году на расположенной на территории деревни (в настоящее время — на частной земле) братской могиле советских воинов, павших во Второй мировой войне (исторический памятник с 1997 до 2023 года), был установлен памятник с надписью «Вечная слава героям, павшим в боях за свободу и независимость нашей Родины 1941—1945». По советским данным, здесь захоронены 209 человек. В протоколе от 30 ноября 2022 года рабочая группа по советским памятникам при Госканцелярии Эстонии признала памятник «красным монументом», подлежащим замене на т.н. нейтральный. Памятник был демонтирован в 2023 году (см. Список советских военных памятников Эстонии).